# Hajnalnegyed
Koordináták: é. sz. 46° 45′ 05″, k. h. 23° 35′ 08″46.751389°N 23.585556°E
A Hajnalnegyed (vagy Hajnal negyed, románul: Cartierul Zorilor) Kolozsvár déli részén elterülő városnegyed.  Nagyrészt 4, 8 és 10 emeletes tömbházakból áll, amelyek 1980 után épültek.

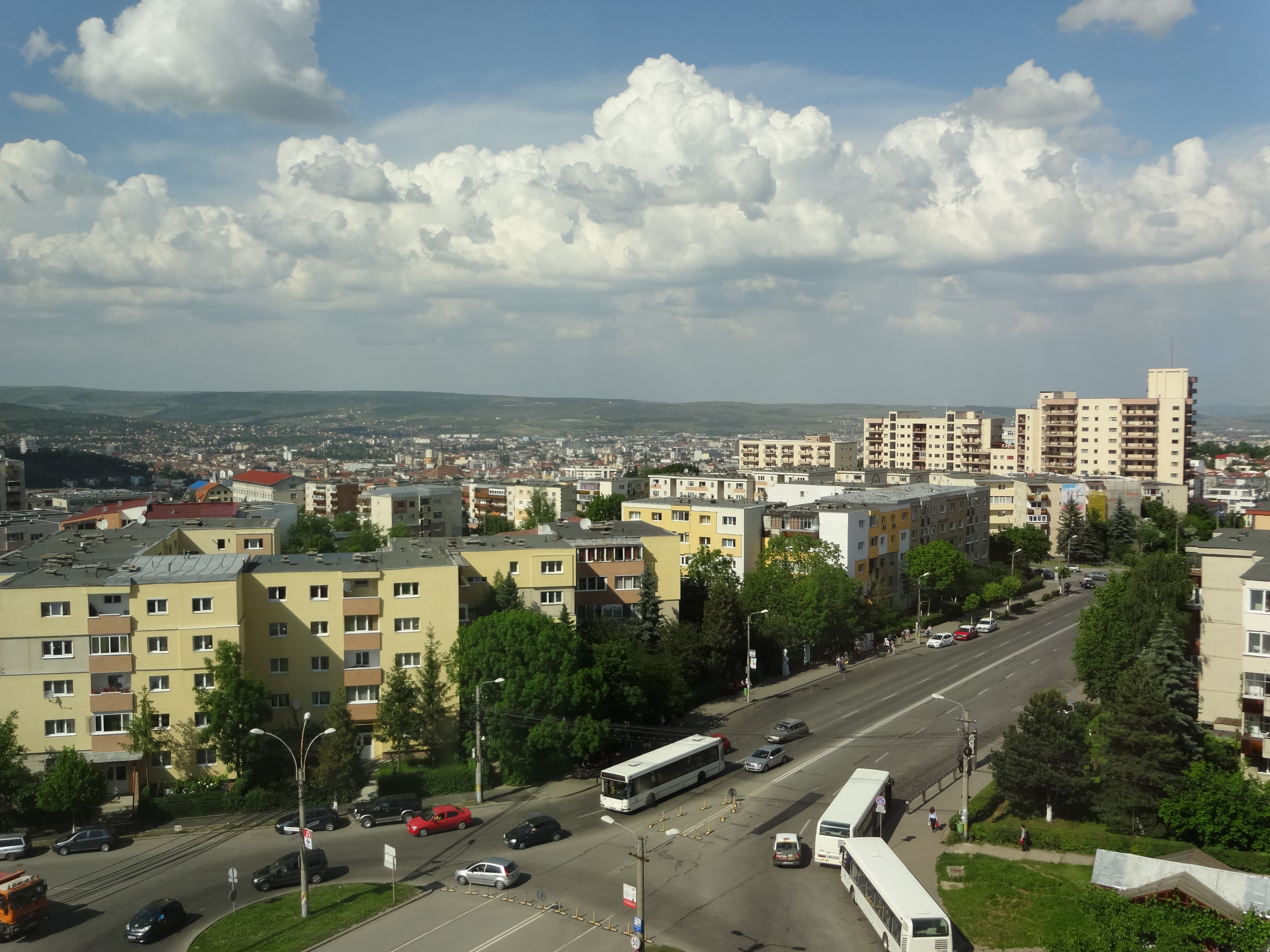
Csillagvizsgáló út

## Utcák
A negyed legfontosabb útjai:
- Tordai út
- Csillagvizsgáló út
- Hajnal utca
- Gheorghe Dima utca
- Pasteur (Kert) utca

## Középületek
- Szakmai betegségek klinikája (Clinica de Boli Profesionale)
- Fertőző betegségek klinikája (Clinica de Boli Infecțioase)
- Rehabilitációs kórház (Spitalul de Recuperare)
- Mozgássérültek Szent Kamill Otthona (2000)[2]
- Sigma Center bevásárlóközpont (2006)[3]
- Piaccsarnok (2007)[4]

## Parkok
2012-ben a negyed északi részében, a Dima utca melletti kis erdőben közparkot létesítettek játszószerekkel, amelyet később botanikus kertté szeretnének fejleszteni. A parkot Iuliu Prodan román botanikusról nevezték el. 2024-ben pedig a Csillagvizsgáló út mellett egy füves teret parkosítottak, ezt Observator (Csillagvizsgáló) parknak nevezik.

## Képek
|  |  |  |  |  |

## Külső hivatkozások
- Légifotó